# Maria Felipa de Oliveira
Maria Filipa de Oliveira (fallecida el 4 de julio de 1873), de origen afrobrasileño, fue una luchadora por la independencia de la Isla de Itaparica, en el Estado de Bahía, durante la Guerra de Independencia de Brasil. La lucha por la independencia contra los portugueses duró poco más de un año y muchas batallas tuvieron lugar en dicha Isla. Oliveira fue una de las tres grandes mujeres que participaron en la lucha por la independencia de Bahía en 1823, siendo las otras Maria Quitéria de Jesus y Sor Joana Angélica.

## Lucha por la independencia
La vida de Maria Filipa está mal documentada. Nació en la isla de Itaparica en fecha desconocida. Era mariscadora y trabajadora manual. Era una mujer libre y probablemente hija de una familia de esclavos de ascendencia sudanesa; según la tradición oral, era practicante de capoeira. Dirigió un grupo de unas 200 personas, principalmente mujeres afrobrasileñas e indio tupinambás y tapuias, en la Batalla de Itaparica, del 7 al 9 de enero de 1823. El gobierno provisional de Bahía recomendó que los residentes de la isla fueran evacuados, pero Oliveira y su grupo permanecieron, probablemente debido al conflicto, conocido como los mata-marotos, entre los portugueses y las minorías étnicas en Bahía.

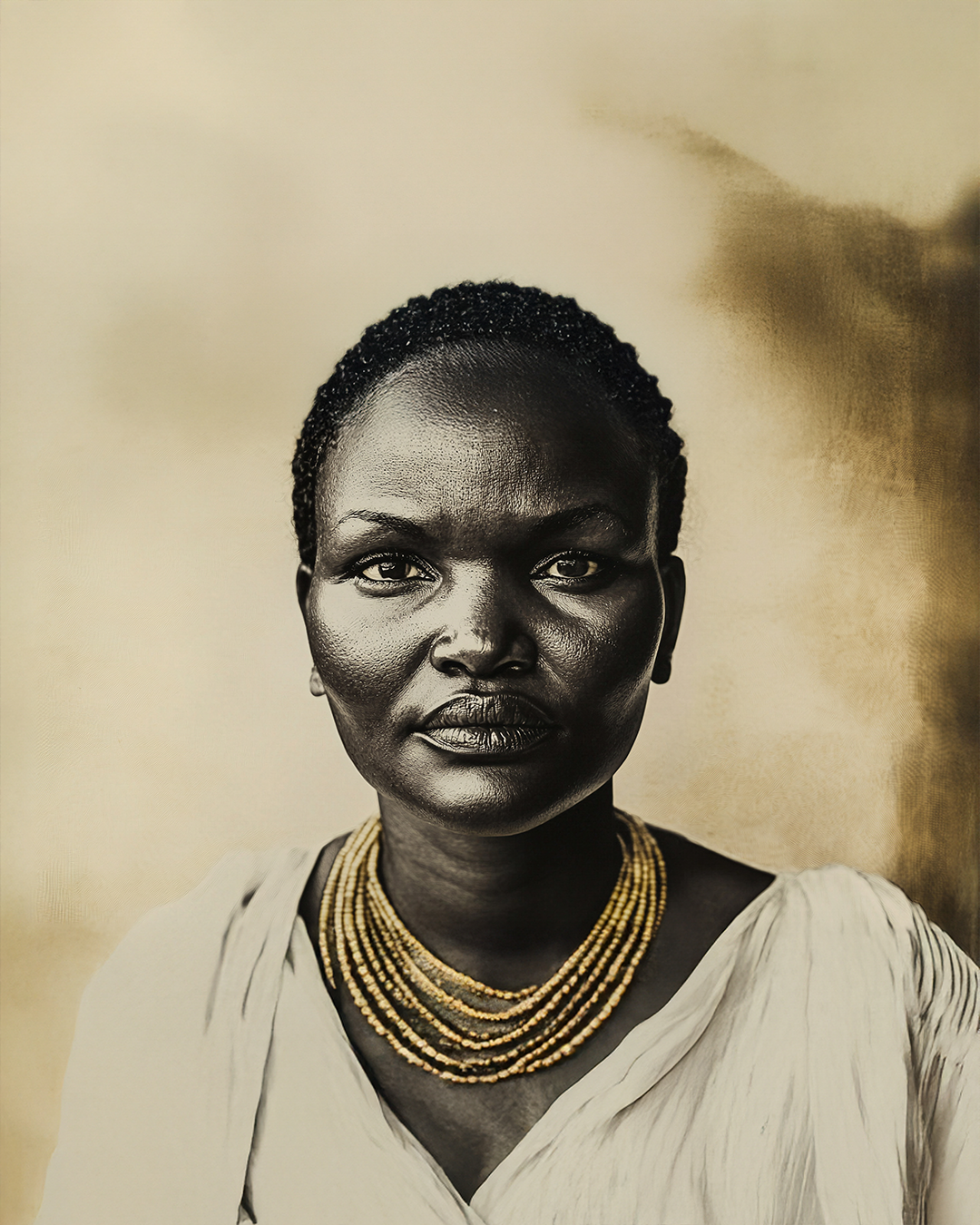
Imagen creada de Maria Felipa a partir de los testimonios de las investigadoras Eny Kleyde Vasconcelos Farias y Rejane Mira para el proyecto "The Lost Faces"

Este grupo fortificó la isla construyendo trincheras a lo largo de sus playas, envió suministros a la región interior de Recôncavo y vigiló la costa para evitar el desembarco de tropas portuguesas. Ubaldo Osório Pimentel escribió que el grupo de resistencia de Maria Filipa prendió fuego a las embarcaciones portuguesas fondeadas en las cercanías de la isla para invadir la ciudad de Salvador. Se sabe que el grupo prendió fuego a la Canhoneira Dez de Fevereiro el 1 de octubre de 1822 en la playa de Manguinhos y a la Constituição el 12 de octubre de 1822 en Praia do Convento. También luchaban contra los portugueses en tierra. Utilizaban la peixeira, un cuchillo que se utilizaba en la pescadería; y ramas de cansanção, una especie autóctona de planta muy perjudicial para la piel.
Dos vigilantes de las embarcaciones, Araújo Mendes y Guimarães das Uvas, fueron seducidos por compañeras de Maria Filipa; una vez desnudos y borrachos, fueron asesinados. Esta táctica se llevó a cabo de manera similar en Saubara, en la cercana ciudad interior de Santo Amaro. Las mujeres también aparecieron simulando almas de los muertos con máscaras y sábanas, una estrategia que hizo que los portugueses huyeran y por la que pudieron proporcionar suministros a las tropas brasileñas que se escondían en áreas remotas del interior.

## Restos mortales
Los restos de Oliveira probablemente se encuentran en la Iglesia de San Lorenzo. Su lugar de muerte y entierro están mal documentados, pero se sabe que está en Povoação de Ponta das Baleias, actualmente centro histórico de Itaparica.

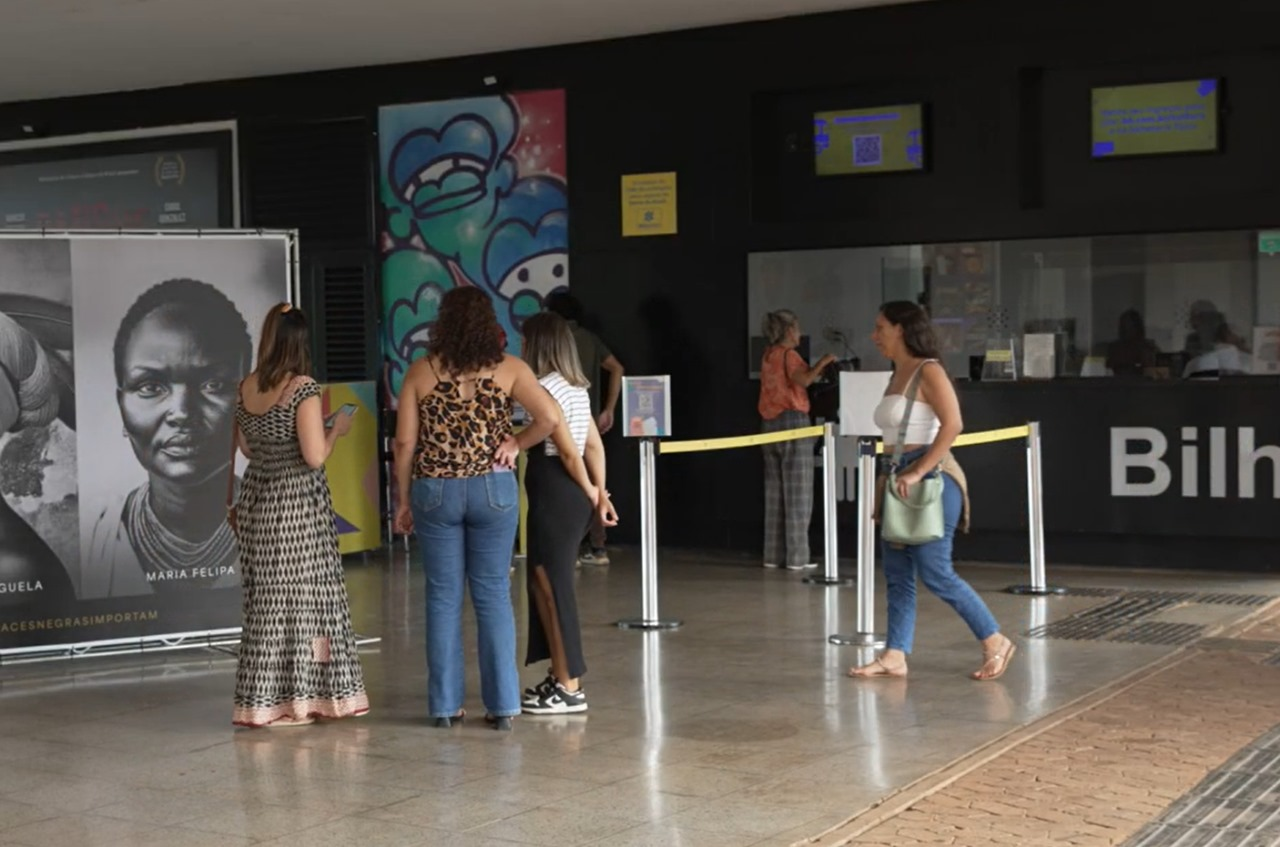
Exposición con la imagen de Maria Felipa en el CCBB del Distrito Federal, Brasil.